# Monkey pirates
MONKEY PIRATES（モンキーパイレーツ）は日本のロックバンドである。1990年結成。東京を拠点に活動を続ける4人組。

## 経歴
1990年
- 結成、東京を中心に活動を始める。オリジナル・メンバーは、MAKOTO(VO&G)、HIRO(G)、AKI!!(B)、TAKEYARI(D)。

1993年
- 1st DEMO TAPE「1993」制作。1,500本を配布DISC UNIONのデモテープチャート3位。ドラムにBOBBYが加入。ライブの拠点をSHELTER,club251,など下北沢中心に。

1995年
- 1st album「GAIN」をリリース。自らのレーベルGrudge Recordsより制作費50万円で格安自主制作。レコ発ライブは下北沢シェルターにてSUPER JUNKY MONKEY、JASONSなどゲストに迎える。その後活動停止。

2000年
- 再結成。ギターにHIGE-KUNが加入し現在の布陣になる。当時THE STAR CLUBのギターであったMAKOTO、HAPPY TRIBEのベーシストだった AKI!!が赤坂BLITZでのイベントで共演再会し時に盛り上がったのがきっかけ。

2001年
- 2nd Album「Gorilla」をリリース。Grudge RecordsよりリリースUK Projectより全国インディーズ発売。収録曲 ”SONIC POTENCIAL” がプロスノーボーダー安藤輝彦のテーマソングに採用され,X-TRAIL JAM東京ドームやトヨタビッグエアーで鳴り響く。
- シリーズイベント"BLIND BOMB”を新宿LOFTで開始。
- 映画「FAMILY」（監督：三池崇史、主演：岩城滉一 、劇場公開作品）の全音楽に採用。

アメリカL.A.を拠点に約1月間のライブツアーを敢行し有名クラブ TROUBADOURではYOUTH BRIGADE、PISTOL GRIPなどの大御所L.A.パンクバンドと共演を果たす。
2002年
- 2週間に渡りアメリカL.A.に再渡米しライブを行いL.A.のインディーズレーベル「ONE SHOT RECORDS」の手により西海岸及びメキシコのレコードショップでCDを流通。2つのアメリカL.A.のレーベル（CLEOPATORA, 206 RECORDS）より唯一の日本人バンドとしてオムニバスに参加。その後クレオパトラレコーズから発売になったWEEZERのカバーアルバムがCUTTING EDGEより国内発売される。
- 旅雑誌じゃらん(リクルート)主催、苗場スノボツアー”雪山参加”での野外ワンマンライブ。苗場のゲレンデでライブをした初めてのアーティストとなる。
- 3rd Album「Kong:ER」をリリース。WARNER INDIES NETWORKより全国発売。全国20カ所のツアーを行いレコ発ファイナルは渋谷CLUB ASIAにてワンマンライブ(ゲストSTROBO)

2003年
- 大変革。海外洋楽指向を脱却しありのままのサウンド、詞を追求し始める。

2004年
- Mini Album 「モノヲモウ」をリリース。WARNER INDIES NETWORKより全国発売。全国ツアーに駆け巡るも活動停止。

2010年
- 急性骨髄性白血病を発病していたMAKOTOが2年に渡る闘病〜移植を経て活動再開。
- 11/7に渋谷CLUB QUATTROでライブを行う。

## メンバー
MAKOTO(本名：久保田誠、1972年 - ボーカル)
長野県飯田市出身。急性骨髄白血病を2008年に発症〜骨髄移植。
現在はGAZZとして簡単ウクレレ教室GAZZLELE「ガズレレ」主宰〜ウクレレYouTuber。exTHE STAR CLUB
AKI!!(本名：鈴谷亜記、1973年 - ベース)
宮城県仙台市出身。
WOLF & THE GOODFELLAS,たこボーBAND,THE RYDERS(サポート)でも活動中。exENGRAVE,HAPPY TRIBE,GREST
HIGE-KUN(本名：松田英樹、1972年 - ギター)
山形県山形市出身。本来はベーシストである。
地獄の季節,DEMONSでも活動中。exDISMAY
BOBBY(本名：菅沼　彰、1972年 - ドラム)
長野県下伊那郡出身。
レーザービーム,RAD-BELLYでも活動中。

## ディスコグラフィー

### アルバム
- GAIN（1995年)
- GORILLA（2001年）
- KONG:ER（2002年）

### ミニアルバム
- モノヲモウ（2004年)

### オムニバス参加作品
- A PUNK TRIBUTE TO WEEZER(2002 Cleopatra Records LOS ANGELS)

7.ISLAND IN THE SUN
- SLOT-ISM II「THE MAD PACHI-SLOT BROTHERS」（2003年アンダーグラウンド・リベレーション・フォース）

CRAZY BUBBLES
- MIND OF CORE NIGHT（2004年MIND OF CORE）

4. 魂は何処へ

### 映画参加作品
- ＦＡＭＩＬＹ
- 配給：エクセレントフィルム
- 製作国：日本(2000)

監督 	三池崇史 （ミイケタカシ）
製作総指揮 	伊藤秀裕 （イトウヒデヒロ）
音楽 	モンキーパイレーツ （MONKEY PIRATES） 
- キャスト

岩城滉一 （イワキコウイチ）  	
木村一八 （キムラカズヤ）  	
加勢大周 （カセタイシュウ）  	
夏樹陽子 （ナツキヨウコ） 
遠藤憲一 （エンドウケンイチ） 
安岡力也 （Rikiya Yasuoka） 

### スノーボードDVD参加作品
- 「DELICIOUS」by RED EYES' FILM
- 「FLY」by Trust 6
- 「MONTAGE」